# World Series of Poker Tournament of Champions

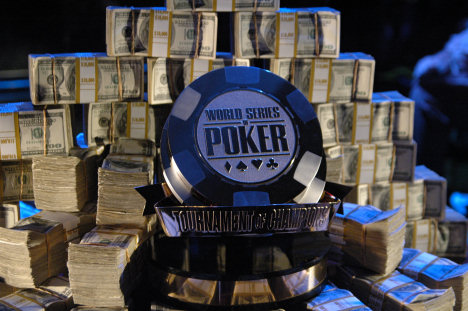
Trophäe sowie Preisgeld bei der Veranstaltung

Das World Series of Poker Tournament of Champions ist ein Pokerturnier, das unregelmäßig bei der World Series of Poker am Las Vegas Strip gespielt wird. Die Teilnahme ist kostenlos, Spieler müssen jedoch bestimmte Kriterien erfüllen, um teilnehmen zu dürfen.

## Austragungen

### 2004

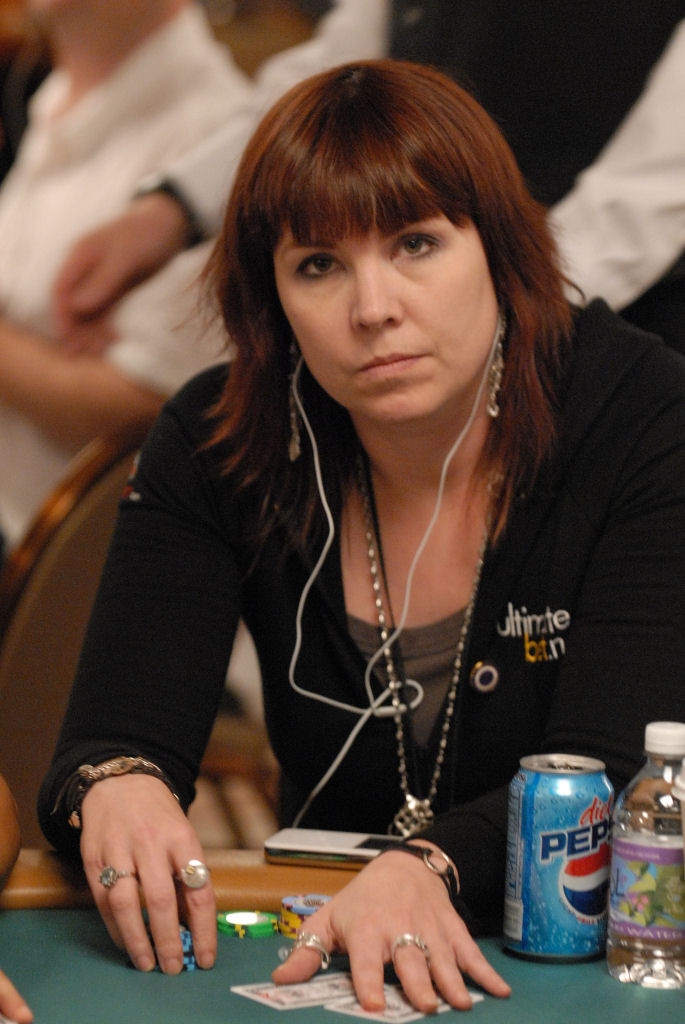
Annie Duke (2007)

Die erste Veranstaltung fand am 1. September 2004 im Rio All-Suite Hotel and Casino statt. Es wurden einige der bekanntesten Pokerturnierspieler eingeladen. Die Siegerin Annie Duke erhielt 2 Millionen US-Dollar, die anderen Spieler gingen leer aus.
| Platz | Herkunft           | Spieler         |
| ----- | ------------------ | --------------- |
| 1     | Vereinigte Staaten | Annie Duke      |
| 2     | Vereinigte Staaten | Phil Hellmuth   |
| 3     | Vereinigte Staaten | Howard Lederer  |
| 4     | Vereinigte Staaten | Johnny Chan     |
| 5     | Vereinigte Staaten | Greg Raymer     |
| 6     | Vereinigte Staaten | Doyle Brunson   |
| 7     | Kanada             | Daniel Negreanu |
| 8     | Vereinigte Staaten | Phil Ivey       |
| 9     | Vereinigte Staaten | T. J. Cloutier  |
| 10    | Vereinigte Staaten | David Reese     |

### 2005

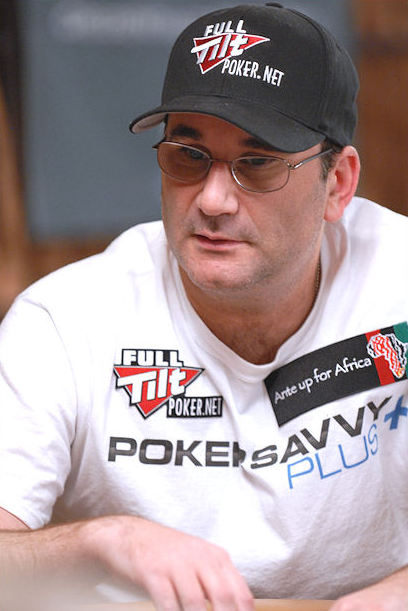
Mike Matusow (2008)

Die Spieler konnten sich 2005 qualifizieren, indem sie einen der 18 besten Plätze bei einem WSOP-Circuitturnier belegen, das vor der WSOP 2005 stattfand oder indem sie den Finaltisch beim Main Event der WSOP 2005 erreichten. Es wurden Kontroversen laut, als die bekannten Spieler Phil Hellmuth, Doyle Brunson und Johnny Chan – frühere Main-Event-Sieger und die Spieler mit den meisten Bracelets der WSOP – die Möglichkeit hatten, ohne Qualifikation am Tournament of Champions teilzunehmen. Diesen Spielern wurden Sponsoren-Freiplätze von Pepsi, die den 2 Millionen US-Dollar hohen Preis bereitstellten, gegeben. Trotz öffentlicher Proteste von anderen Spielern, besonders Daniel Negreanu und Paul Phillips, mussten ESPN und Harrah’s Entertainment die Spieler teilnehmen lassen.
Die Veranstaltung wurde vom 6. bis 8. November 2005 im Caesars Palace gespielt. Es nahmen 114 Spieler teil.
| Platz | Herkunft               | Spieler          | Preisgeld (in $) |
| ----- | ---------------------- | ---------------- | ---------------- |
| 1     | Vereinigte Staaten     | Mike Matusow     | 1.000.000        |
| 2     | Vereinigte Staaten     | Hoyt Corkins     | 0.325.000        |
| 3     | Vereinigte Staaten     | Phil Hellmuth    | 0.250.000        |
| 4     | Vereinigtes Konigreich | Tony Bloom       | 0.150.000        |
| 5     | Vereinigte Staaten     | Steve Dannenmann | 0.100.000        |
| 6     | Vereinigte Staaten     | Grant Lang       | 0.075.000        |
| 7     | Vereinigte Staaten     | David Levi       | 0.050.000        |
| 8     | Vereinigte Staaten     | Keith Sexton     | 0.025.000        |
| 9     | Vereinigte Staaten     | Brandon Adams    | 0.025.000        |

### 2006

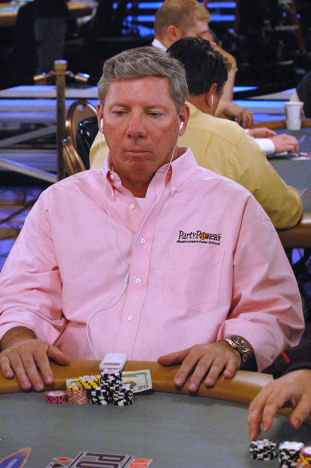
Mike Sexton (2006)

Das Teilnehmerfeld 2006 von 27 Spielern bestand aus den 9 Spielern, die es an den Finaltisch des Main Events der WSOP 2005 geschafft hatten, den Siegern der 12 WSOP-Circuitturniere 2005/06 und einigen Sponsoren-Ausnahmen. Zudem qualifizierten sich 6 Spieler über Sponsoren-Freiplätze. Das Turnier wurde am 25. und 26. Juni 2006 im Rio All-Suite Hotel & Casino ausgespielt.
| Platz | Herkunft           | Spieler          | Preisgeld (in $) |
| ----- | ------------------ | ---------------- | ---------------- |
| 1     | Vereinigte Staaten | Mike Sexton      | 1.000.000        |
| 2     | Kanada             | Daniel Negreanu  | 0.325.000        |
| 3     | Vereinigte Staaten | Mike Matusow     | 0.250.000        |
| 4     | Vereinigte Staaten | Chris Reslock    | 0.150.000        |
| 5     | Vereinigte Staaten | Andy Black       | 0.100.000        |
| 6     | Vereinigte Staaten | Darrell Dicken   | 0.075.000        |
| 7     | Vereinigte Staaten | Chris Ferguson   | 0.050.000        |
| 8     | Vereinigte Staaten | Thang Pham       | 0.025.000        |
| 9     | Schweden           | Daniel Bergsdorf | 0.025.000        |

### 2007
Das Teilnehmerfeld hätte 2007 wieder aus 27 Spielern bestehen sollen. Diese waren die neun Spieler am Finaltisch des Main Events der WSOP 2006, die Sieger der elf WSOP-Circuitturniere 2006/07 und einige Sponsoren-Ausnahmen. Aus unbekannten Gründen legte Harrah’s das Turnier jedoch auf Eis.

### 2010

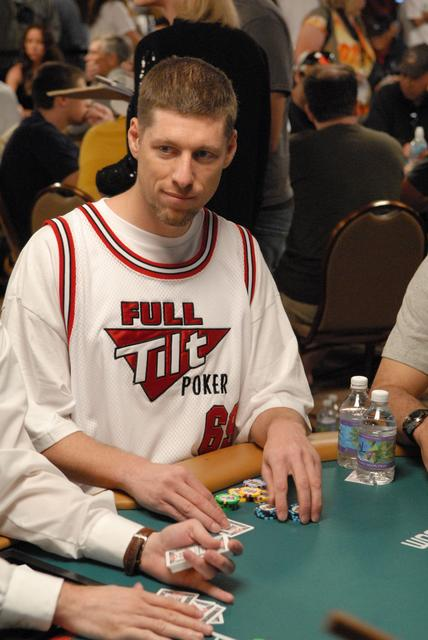
Huck Seed (2007)

Am 15. März 2010 gaben Harrah’s und WSOP bekannt, dass am 27. Juni 2010 27 Spieler um ein Preisgeld von insgesamt einer Million US-Dollar spielen würden. Aus allen 521 lebenden Braceletgewinnern wurden 20 Teilnehmer per öffentlicher Abstimmung auf der Website der WSOP gewählt. Am 15. Juni 2010 standen die 20 Teilnehmer der Abstimmung fest: Phil Ivey, Daniel Negreanu, Doyle Brunson, Phil Hellmuth, Chris Ferguson, Allen Cunningham, Johnny Chan, Scotty Nguyen, Barry Greenstein, John Juanda, Erik Seidel, Jennifer Harman, Huck Seed, Dan Harrington, T. J. Cloutier, Sammy Farha, Howard Lederer, Greg Raymer, Joe Hachem und Antonio Esfandiari.
Weiterhin qualifiziert waren Joe Cada, der Gewinner des WSOP-Main-Events 2009, Barry Schulman, der das Main Event der WSOP Europe 2009 gewann, sowie die drei bisherigen Turniersieger Annie Duke, Mike Matusow und Mike Sexton. Zwei weitere Startplätze wurden von Harrah’s ausgewählt und gingen an Andrew Barton und Bertrand Grospellier.
Am 27. Juni 2010 begann das Turnier im Rio All-Suite Hotel and Casino. Der Finaltisch mit neun Spielern wurde am 4. Juli 2010 ausgespielt.
| Platz | Herkunft           | Spieler          | Preisgeld (in $) |
| ----- | ------------------ | ---------------- | ---------------- |
| 1     | Vereinigte Staaten | Huck Seed        | 500.000          |
| 2     | Vereinigte Staaten | Howard Lederer   | 250.000          |
| 3     | Vereinigte Staaten | Johnny Chan      | 100.000          |
| 4     | Australien         | Joe Hachem       | 025.000          |
| 5     | Vereinigte Staaten | Barry Greenstein | 025.000          |
| 6     | Kanada             | Daniel Negreanu  | 025.000          |
| 7     | Vereinigte Staaten | Jennifer Harman  | 025.000          |
| 8     | Vereinigte Staaten | Annie Duke       | 025.000          |
| 9     | Vereinigte Staaten | T. J. Cloutier   | 025.000          |

### 2022
Bei der WSOP 2022 waren zur Teilnahme alle Braceletgewinner des Jahres sowie alle Gewinner von Turnieren der Circuit-Saison 2021/22 zugelassen. Insgesamt nahmen 470 Spieler am Turnier teil, das einen Preispool von einer Million US-Dollar hatte und dem Sieger Benjamin Kaupp erstmals ein Bracelet zusicherte. Die Spieler am Finaltisch erhielten folgende Auszahlungen:
| Platz | Herkunft               | Spieler           | Preisgeld (in $) |
| ----- | ---------------------- | ----------------- | ---------------- |
| 1     | Vereinigte Staaten     | Benjamin Kaupp    | 250.000          |
| 2     | Vereinigte Staaten     | Raul Garza        | 150.000          |
| 3     | Vereinigte Staaten     | Ryan Messick      | 100.000          |
| 4     | Vereinigtes Konigreich | Robert Cowen      | 075.000          |
| 5     | Vereinigte Staaten     | Ali Eslami        | 050.000          |
| 6     | Vereinigte Staaten     | Gregory Wish      | 037.500          |
| 7     | Bulgarien              | Julijan Kolew     | 027.500          |
| 8     | Frankreich             | Eric Bensihmon    | 020.000          |
| 9     | Italien                | Gianluca Speranza | 015.000          |

### 2023
Bei der WSOP 2023 wurde das Event zu Beginn der Turnierserie gespielt und lief vom 31. Mai bis 2. Juni 2023. Erneut lag der Preispool bei einer Million US-Dollar sowie einem Bracelet für den Gewinner. Teilnehmen durften alle Braceletgewinner der World Series of Poker Online 2022 und World Series of Poker Europe 2022 sowie alle Gewinner von Turnieren der Circuit-Saison 2022/23. Die Spieler am Finaltisch erhielten folgende Preisgelder:
| Platz | Herkunft           | Spieler               | Preisgeld (in $) |
| ----- | ------------------ | --------------------- | ---------------- |
| 1     | Vereinigte Staaten | Ronnie Day            | 200.000          |
| 2     | Vereinigte Staaten | Kenneth Gregory       | 120.000          |
| 3     | Vereinigte Staaten | Patrick White         | 087.000          |
| 4     | Vereinigte Staaten | Hunter Mcclelland     | 063.000          |
| 5     | Vereinigte Staaten | Wissam Gahsham        | 046.000          |
| 6     | Kanada             | Justin Hotte-Mckinnon | 035.000          |
| 7     | Vereinigte Staaten | Barry Schultz         | 026.000          |
| 8     | Vereinigte Staaten | Daniel Marx           | 020.000          |
| 9     | Vereinigte Staaten | Zachary Gruneberg     | 016.000          |